# Loftus Versfeld Stadium
Loftus Versfeld Stadium er et stadion i Pretoria i Sydafrika, der bliver brugt til flere forskellige sportsgrene, blandt andet rugby og fodbold. Det blev bygget op til VM i fodbold 2010, og har plads til 51.762 siddende tilskuere. Det er opkaldt efter en nu afdød lokal sportsorganisator Robert Owen Loftus Versfeld.
Ved Confederations Cup 2009, en slags generalprøve til det følgende års VM, var stadionet vært for tre kampe.

## VM i fodbold 2010
Stadionet var et af de ti, der blev udvalgt til at være vært for kampe ved VM i 2010. Her lagde det græs til fem indledende gruppekampe, samt én 1/8-finale. Blandt de indledende opgør på stadionet var Danmarks anden kamp i Gruppe E, hvor holdet mødte Cameroun.